# 爱德华·科尔特斯
爱德华·莱昂·科尔特斯（法語：Edouard Léon Cortès，1882年8月6日—1969年11月26日）是一位法国后印象派主义画派画家。他拥有法国和西班牙血统。由于他的画作中的多种天气下的巴黎街景及夜景，他作为"Le Poète Parisien de la Peinture"（巴黎的画家诗人）而为人所知。

## 生平
1882年8月6日，科尔特斯出生于距离巴黎约有20英里的马恩河畔拉尼。他的父亲，安东尼奥·科尔特斯，是一名服务于西班牙君主的画家。1914年，科尔特斯与费尔南德·乔伊斯结婚，并与1916年生下一名女儿。
尽管科尔特斯是一名和平主义者，在他32岁那年，战争的脚步逼近了他的故乡，迫使他入伍加入了一支法国步兵团。作为一名联络员，科尔特斯被刺刀所伤而被转移至一所军队医院，并被授予了战争十字架。康复后，他被重新分配岗位，新的任务是用他的艺术才能来速写敌人的位置。在他之后的一生中，他的信念使他拒绝了法国政府授予的法国荣誉军团勋章。
1919年，科尔特斯退伍。1918年，科尔特斯的妻子去世，而他立刻与他的嫂子吕西安娜·茹瓦约斯结婚。科尔特斯在他的小社交圈里过着一种简单的生活。
1969年11月26日，科尔特斯去世于马恩河畔拉尼。作为纪念，一条路以他的名字命名。

## 绘画生涯
17岁那年，科尔特斯在巴黎开始了他在法国美术学院的学习生涯。1901年，他的第一个展览使他迅速吸引了人们的目光。科尔特斯强调自己的独立性。曾经一位记者问科尔特斯他是否师从路易吉·卢瓦尔，他用押韵的语句回答: "Non, seul élève de moi-même."（“不，只是我自己的学生。”）
1945年，他的画作第一次在北美展出，随后使其获得了更大的成功。